# Aliou Traoré
Aliou Badara Traoré (Sarcelles, Francia, 8 de enero de 2001) es un futbolista francés. Juega como centrocampista y su equipo es el Ankara Keçiörengücü S. K. de la TFF Primera División de Turquía.

## Selección nacional
Ha sido internacional con Francia en las categorías sub-16 y sub-19.